# Geufer Rafael Hallmann
Geufer Rafael Hallmann (Estância Velha, 6 de dezembro de 1980) é um ex-futebolista brasileiro que atuava como atacante.

## Títulos
Juventude
- Copa do Brasil de 1999[1]